# I inne wiersze
I inne wiersze – tom poetycki Leszka Engelkinga.
Książkę opublikowało w 2000 krakowskie wydawnictwo Miniatura. ISBN 83-7081-395-X.
Książka liczy 126 stron. Zawiera 99 utworów. Podtytuł brzmi „utwory wybrane i nowe”. Istotnie obok wyboru ze wszystkich tomików poety w tomie znalazły się wiersze wcześniej książkowo niepublikowane.
Układ utworów nie jest chronologiczny, tworzą one pewną „fabułę”, będącą odzwierciedleniem wewnętrznej biografii jednostki.

## Literatura
- Adriana Szymańska, Wędrowna dusza poety. “Nowe Książki” 2000, nr 8
- Dariusz Wołodźko, Jak pachnie światło. “Topos” 2000, nr 5-6
- Ewa Borkowska, Brama do piątego domu. “Akant” 2000, nr 13